# Торстейдн Паульссон
То́рстейдн Па́ульссон (исл. Þorsteinn Pálsson; род. 29 октября 1947) — премьер-министр Исландии с 8 июля 1987 до 28 сентября 1988.

## Биография
Закончил Исландскую коммерческую школу и Исландский университет, в 1974 году защитил диссертацию, получил степень бакалавра. Ещё в годы учёбы начал заниматься журналистикой. После окончания университета работал в ежедневной газете Morgunblaðið, а позже возглавил редакцию газеты Vísir.
В 1979—1987 годах возглавлял союз предпринимателей Исландии. В 1983—1999 годах был депутатом Альтинга, в 1983—1991 годах — председателем Партии независимости, после чего проиграл Давиду Оддссону. В 1985—1987 годах занимал пост министра финансов, в 1991—1999 годах — министр рыболовства, юстиции и религии. Затем был послом Исландии в Великобритании и Дании.
После прошедших в апреле 1987 года выборов и долгого правительственного кризиса, в июле возглавил коалиционное (совместное с социал-демократической партией) правительство.
В 2006—2009 годах — редактор газеты Fréttablaðið.

## Личная жизнь
Увлекается рыбной ловлей, страстный поклонник театра, много читает, увлекается музыкой.
Женат, трое детей, жена — юрист по профессии.